# Кобяково (деревня, Одинцовский городской округ)
Кобяково — деревня в Одинцовском районе Московской области. Входит в состав городского поселения Голицыно.
Деревня расположена к западу от Москвы на 49-м километре Минского шоссе, на удалении в 27 километров от Московской кольцевой автодороги. В 19,3 километрах восточнее деревни Кобяково находится райцентр Одинцово. К северу от деревни находится город Голицыно, к востоку - село Сидоровское и город Краснознаменск.
В конце XIX века деревня входила в состав Звенигородского уезда Московской губернии. В 1929—1957 и 1960—1965 годах деревня входила в состав Голицынского сельсовета Звенигородского района. А в 1957—1960 годах была в составе Кунцевского района. C 1965 года — в составе Одинцовского района. До 2006 года — центр Сидоровского сельского округа.

## Население
| 2002 | 2006 | 2010 |
| ---- | ---- | ---- |
| 720  | →720 | ↘225 |

### Карты
- Кобяково на карте Wikimapia Архивная копия от 25 декабря 2018 на Wayback Machine